# Neoceratium breve
Neoceratium breve is een soort in de taxonomische indeling van de Myzozoa, een stam van microscopische parasitaire dieren. Het organisme komt uit het geslacht Neoceratium en behoort tot de familie Ceratiaceae. Neoceratium breve werd in 2001 ontdekt door F.Gomez, D.Moreira & P.Lopez-Garcia.